# Nectandra hypoleuca
Nectandra hypoleuca là một loài thực vật thuộc họ Lauraceae. Đây là loài đặc hữu của Costa Rica.